# کلارفونتاین
کلارفونتاین (به فرانسوی: Clairfontaine) یک کمون (فرانسه) در فرانسه است که در ان (ا-دو-فرانس) واقع شده‌است. کلارفونتاین ۱۴٫۳۱ کیلومتر مربع مساحت دارد ۲۳۸ متر بالاتر از سطح دریا واقع شده‌است.